# 宗像サニックスブルース
宗像サニックスブルース（むなかたサニックスブルース、英: Munakata Sanix Blues）は、1994年から2022年まで28年間活動していた福岡県の社会人ラグビーチームである。本拠地は宗像市にあるグローバルアリーナだった。最終シーズンはJAPAN RUGBY LEAGUE ONE 2022 DIVISION3で活動した。

## 概要・歴史
1994年にサニックスラグビー部として福岡県社会人Cリーグ（西日本社会人Aリーグから見ると5部相当）に加盟し、同リーグ戦に優勝。その後、飛び級という異例な形で1995年に西日本Bリーグ（2部）に加盟。1997年には同Aリーグ（1部）への加盟を果たす。1999年には西日本Aリーグで念願の初優勝を果たし、全国社会人大会に出場するが、予選リーグ（プール）戦で敗退。
その後も西日本リーグで2002年まで4連覇を達成し、九州ラグビー界の新興勢力ながらも、その実力は九州一を誇る強豪に成長する。2003年に発足した第1回ジャパンラグビートップリーグに参加し、チーム名も「福岡サニックスボムズ」とするが、関東・関西の強豪を前に屈し、2勝9敗・勝ち点14の最下位（12位）でトップリーグの2部組織の一つ・トップ九州Aリーグ（1部）に降格。2004年にトップ九州と、その後のトップチャレンジAに優勝して1年でトップリーグ復帰を果たす。
チーム名を「福岡サニックスブルース」に変更した2005年はトップリーグ史上初の全敗（11敗・勝ち点2）を記録したが、入替戦で近鉄ライナーズに勝ってトップリーグ残留を決めた。2012年は最下位（14位）となり入替戦で豊田自動織機シャトルズに敗れ、9年ぶりに再降格となった。2014年のトップチャレンジ1で1位となり1年でトップリーグ再復帰を果たすものの、同年は最下位（16位）となり3度目の再降格となったが、翌年の入替戦でNTTドコモレッドハリケーンズを下し、1年でのトップリーグ再復帰を再び果たした。
2014年4月29日、宗像市内で行われた記者会見で同日よりチーム名を福岡サニックスブルースから「宗像サニックスブルース」に変更した。
トップリーグでは2009年の7位が最高である。
2021年7月16日、新リーグジャパンラグビーリーグワンの3部リーグに振り分けされることになった。
2022年2月15日、2022年シーズンをもって活動を休止することが明らかとなった が、2月22日、日刊スポーツの取材で、うきは市を拠点として2022年4月の結成を予定している、2021年に休部となったコカ・コーラレッドスパークスの選手が中心となったクラブチーム「LeRIRO福岡」が、宗像サニックスの休部後の受け皿として選手を受け入れる方針を予定しているとした。
そして同年3月30日に、オーナー企業であるサニックスの取締役会において、2022年シーズン限りでの休部が正式に決定し、発表された。サニックスは「企業ブランドの向上、本拠地の福岡・宗像を中心とした地域貢献の役割を果たし、これらの貢献を踏まえて、最大限、チームの継続に向けて努力してきたが、現状の経営環境を総合的に判断した結果、これまでと同様の体制でチームを強化・継続することは断念する」としている。今後は「選手のキャリアを最優先に考えて、会社（クラブ）としての移籍先・再就職先の支援、並びに他企業・団体へのチーム譲渡についても可能な限り検討する」としている。
2022年5月8日の順位決定戦が最後の試合となり、ジャパンラグビーリーグワンの3部リーグ6チームのうち最終順位は3位となった。
5月31日に28年間の活動を休止した。

## タイトル
最上位リーグ
- 西日本社会人リーグ　優勝：4回（1999, 2000, 2001, 2002）

下位リーグ
- トップキュウシュウA　優勝：3回（2004, 2013, 2015）

7人制大会
- YC&AC JAPAN SEVENS　優勝：2回（2001, 2003）
- セブンズフェスティバル　優勝：1回（2012）

## 成績

### 全国社会人大会戦績
| 回 | 年度 | 地区   | 成績           | 試 | 勝 | 分 | 敗 | 得 | 失 | 差  | 備考                       |
| -- | ---- | ------ | -------------- | -- | -- | -- | -- | -- | -- | --- | -------------------------- |
| 52 | 1999 | 西日本 | 予選プール敗退 | 3  | 1  | 0  | 2  | 87 | 99 | -12 | サニックスのチーム名で出場 |
| 53 | 2000 | 西日本 | ベスト8        | 2  | 1  | 0  | 1  | 60 | 54 | 6   |                            |
| 54 | 2001 | 西日本 | 1回戦敗退      | 1  | 0  | 0  | 1  | 31 | 44 | -13 |                            |
| 55 | 2002 | 西日本 | 予選プール敗退 | 3  | 1  | 0  | 2  | 56 | 93 | -37 |                            |

### リーグ戦戦績

#### トップリーグ創設以降
- 2003-2004シーズン トップリーグ 12位（2勝9敗）、トップキュウシュウAへ自動降格
- 2004-2005シーズン トップキュウシュウA 優勝、トップチャレンジ1：1位、トップリーグへ自動昇格
- 2005-2006シーズン トップリーグ 12位（11敗）、トップリーグ入替戦：勝利、トップリーグ残留
- 2006-2007シーズン トップリーグ 9位（5勝7敗1分）
- 2007-2008シーズン トップリーグ 12位（4勝9敗）、トップリーグ入替戦：勝利、トップリーグ残留
- 2008-2009シーズン トップリーグ 11位（3勝10敗）、トップリーグ入替戦：勝利、トップリーグ残留
- 2009-2010シーズン トップリーグ 7位（6勝7敗）
- 2010-2011シーズン トップリーグ 8位（5勝7敗1分）
- 2011-2012シーズン トップリーグ 11位（4勝9敗）、トップリーグ入替戦：勝利、トップリーグ残留
- 2012-2013シーズン トップリーグ 14位（1勝12敗）、トップリーグ入替戦：敗戦、トップキュウシュウA降格
- 2013-2014シーズン トップキュウシュウA 優勝（予選リーグ：1位 6勝、決勝リーグ：1-3位グループ 2勝）、トップチャレンジ1：1位、トップリーグへ自動昇格
- 2014-2015シーズン トップリーグ 総合順位16位（1stステージ：プールA8位 1勝6敗、2ndステージ：プールB8位 1勝6敗）、トップキュウシュウAへ自動降格
- 2015-2016シーズン トップキュウシュウA 優勝（予選リーグ：1位 7勝、決勝リーグ：1-4位グループ 3勝）、トップチャレンジ1：1位、トップリーグ入替戦：勝利、トップリーグ昇格
- 2016-2017シーズン トップリーグ 11位（7勝8敗）
- 2017-2018シーズン トップリーグ 13位（リーグ戦：ホワイトカンファレンス7位 1勝12敗、順位決定トーナメント：1回戦 勝利、13位決定戦 勝利）、トップリーグ入替戦：勝利、トップリーグ残留
- 2018-2019シーズン トップリーグ 13位（リーグ戦：レッドカンファレンス8位 7敗、順位決定トーナメント：1回戦 勝利、13位決定戦 勝利、トップリーグカップ 15位（プール戦：4位 3敗、順位決定トーナメント：15位決定戦 勝利）、トップリーグ入替戦：勝利、トップリーグ残留
- 2019-2020シーズン トップリーグカップ プール戦敗退（5位 1勝4敗）、リーグ戦中止（中止時点での成績：2勝4敗）
- 2020-2021シーズン トップリーグ レッドカンファレンス 7位、プレーオフトーナメント 9位
- 2021-2022シーズン LEAGUE ONE DIVISION 3 3位[2]（リーグ戦：2位 7勝3敗、順位決定戦：2敗）

## 2021年度スコッド
2021年度のスコッドは次の通り。太字は今年度からの新加入選手。
- 主将　屋宜ベンジャミンレイ

| ポジション | 選手名                 | 出身校                   | 代表 キャップ |
| ---------- | ---------------------- | ------------------------ | ------------- |
| PR         | シン・ドンウォン       | クライストチャーチ男子高 | ? （韓国）    |
| PR         | パディー・ライアン     | セントジョセフズカレッジ | 3 （豪州）    |
| PR         | 村上翔梧               | 立正大                   |               |
| PR         | 寺脇駿                 | 京都産業大               |               |
| PR         | ジャレッド・アダムス   | ？                       |               |
| PR         | ファイアラガ望サムエル | 同志社大                 |               |
| PR         | 猿渡康雄               | 帝京大                   |               |
| PR         | 長谷川寛太             | 帝京大                   |               |
| PR         | 木村圭汰               | 京都産業大               |               |
| HO         | 隈本浩太               | 志學館大                 |               |
| HO         | 倉屋望                 | 関西大                   |               |
| HO         | 宮崎達也               | 京都産業大               |               |
| HO         | 高島卓久馬             | 日本体育大               |               |
| HO         | 森屋颯太               | 日本体育大               |               |
| LO         | 西井利宏               | 大阪体育大               |               |
| LO         | 加藤一希               | 中部大                   |               |
| LO         | タタナダラス           | 東海大                   |               |
| LO         | 野田響                 | 帝京大                   |               |
| LO         | ジャン・ドロースト     | アフリカーンス高         |               |
| LO         | 金昊範                 | 檀国大                   | 12 （韓国）   |
| LO         | 牧野内翔馬             | 法政大学                 |               |
| FL/No.8    | 鶴岡怜志               | 流通経済大               |               |
| FL/No.8    | 殿元政仁               | 専修大                   |               |
| FL/No.8    | 田淵慎理               | 同志社大                 |               |
| FL/No.8    | 吉田光治郎             | 帝京大                   |               |
| FL/No.8    | ジョセフ・トゥペ       | デラセラカレッジ         |               |
| FL/No.8    | 新井信善               | 関東学院大学             |               |
| FL/No.8    | 花田広樹               | 福岡大                   |               |
| FL/No.8    | スコット・カリー       | ？                       |               |

| ポジション | 選手名               | 出身校               | 代表 キャップ |
| ---------- | -------------------- | -------------------- | ------------- |
| SH         | 濱里耕平             | 名護高               |               |
| SH         | 木下皓太             | 関西大               |               |
| SH         | 土永雷               | 帝京大               |               |
| SH         | 三股久典             | 明治大               |               |
| SO         | 田代宙士             | 大分舞鶴高           |               |
| SO         | 香川凜人             | 関西学院大           |               |
| SO         | コビー・ミルン       | ハミルトンボーイズ高 |               |
| SO         | 竹中太一             | 関西大               |               |
| SO         | 梶本聖一郎           | 福岡大               |               |
| WTB        | 屋宜ベンジャミンレイ | 流通経済大           |               |
| WTB        | 盛田気               | 大東文化大           |               |
| CTB        | 今村雄太             | 早稲田大             | 39            |
| CTB        | 王授榮               | 朝明高               |               |
| CTB        | 森林啓斗             | 大阪体育大           |               |
| CTB        | カーン・ヘスケス     | オタゴ大             | 14            |
| CTB        | 山田大生             | 東海大第五高         |               |
| CTB        | 岩下丈一郎           | 関東学院大学         |               |
| CTB        | 石垣航平             | 帝京大               |               |
| CTB        | トロケマイケル       | 日本大               |               |
| CTB        | 宮本郁大             | 日本体育大           |               |
| FB         | 髙野恭二             | 青山学院大           |               |
| FB         | 八文字雅和           | 流通経済大学         |               |
| UTB        | 西川虎哲             | 帝京大               |               |

## 過去の所属選手
| - 秋田太朗 - アヒオシリバ - 新井信善（現・日野レッドドルフィンズ） - アンドレ・テイラー - アンドレ・エスターハイゼン - 石澤輝（現・豊田自動織機シャトルズ） - 伊藤宏明（元日本代表） - 岩渕健輔（元日本代表）（現日本ラグビーフットボール協会専務理事） - 尾池亨允（現・神戸製鋼コベルコスティーラーズ） - 王鏡聞 - 小野晃征 - オペティ・ファエアマニ（7人制日本代表、現・ＰＳＩコストカッツ） - カーウィン・ボッシュ - 金川禎臣 - 菅藤友 - 金城佑 - 大庭正裕 - グレアム・バショップ（元日本代表） - 權正赫 - 古賀龍二 - 小杉龍斗（現・中部電力） - 後藤駿弥 - 金堂礼 - 佐々木駿 - サム・チョンキット - 猿渡知 - サンティアゴ・ゴンザレス（アルゼンチン代表） - ジェイソン・エメリー - ジェイミー・ジョセフ（ニュージーランド代表及び日本代表、現・日本代表ヘッドコーチ） - ジェイミー＝ジェリー・タウランギ - ジェームス・ムーア（日本代表） - ジェフ・パーリング - 下山翔平 - ジャック・ポトヒエッター（南アフリカ代表） - ジョシュ・ゴードン - ジョン＝ロイ・ジェンキンソン - 白濱弘章 - 杉浦敬宏 - 園田晃将（現・関西大学ラグビー部ヘッドコーチ） - ダミアン・カラウナ（元7人制日本代表ヘッドコーチ） - 高島卓久馬 - 高山国哲（現・立命館大学ラグビー部BKコーチ） - 谷峻輔 | - 田村衛土 - ダン・プライアー - 束田涼太 - ティム・ベネット - 寺田桂太 - 友枝大智（現・JR九州サンダース） - トニシオ・バイフ - 永下安武 - 中村彰 - 中村洋平 - 新本亘 - 畠山和真 - 濱里周作 - 濱里祐介 - 原田航路 - ハレ・マキリ（元日本代表）現サニックスＦＷコーチ - 廣田耀規 - ファアティンガ・レマル - ファレ・シミタイトコ （現プロレスラー・新日本プロレス所属） - 福崎竜也 - 福坪龍一郎 - 藤井達哉 - 藤田タリグ洋一 - ブラッド・ソーン（オーストラリア代表） - ヘンカス・ファン・ヴィック - 星本泰憲 - マーク・アボット - マーク・フィンレー（ニュージーランド代表） - 松園正隆 - 真羽闘力（元日本代表） - マヘ・トゥビ（現・釜石シーウェイブス） - マルティン・カフカ(チェコ代表) - 南橋直哉（現・キヤノンイーグルス） - 村上大記 - 森川稔之 - 山岡楽 - 横井隼 - 吉田義人（元日本代表） - ラーボニ・ウォーレンボスアヤコ - ルーベン・パーキンソン（元日本代表） - レメキロマノラヴァ（日本代表） - ロビンスブライス（元日本代表） - 渡辺正善 |